# Brera
Pour les articles homonymes, voir Brera (homonymie).
Brera est un quartier historique de la ville de Milan appartenant au Municipio 1 selon le découpage administratif de la ville. Situé au nord du Duomo, il couvre la zone située autour de la via Brera. 

## Étymologie
Le nom vient de l'ancien mot « braida », provenant lui-même du latin « praedium » et du mot germanique « brayda », désignant un déboisage. Au Moyen Âge, l'aire se trouvait à l'extérieur de l'enceinte fortifiée et elle était de ce fait maintenue sans arbres avec un but défensif.

## Composition
La zone est délimitée par les via Pontaccio, Fatebenefratelli, dei Giardini, Monte di Pietà, Ponte Vetero et Mercato.  Les artères principales du quartier sont la via Brera (où se trouve la Pinacothèque de Brera, l'Académie des Beaux-Arts et la Bibliothèque nationale Braidense, ainsi que la galerie d'art moderne Il Castello), la via Fiori Chiari, la via Fiori Oscuri, la via San Carpoforo , la via Madonnina, la via del Carmine, la via Ciovasso et la via Ciovassino.

## Historique
Au XVIIIe siècle, une importante académie d'art et un observatoire astronomique y furent fondés. À partir de 1930, et surtout après 1950, les artistes se regroupant autour de l'Académie ont transformé le quartier, en en faisant l'un des plus renommés de la ville pour son élégance. 
Entre 1997 et 2002 une revue mensuelle, Brera, a été consacrée au quartier. D'importants écrivains et critiques ont écrit dans ses pages, notamment Guido Vergani, Carlo Castellaneta, Giuseppe Pontiggia, Rossana Bossaglia, ainsi que des journalistes comme Vittoria Palazzo et Paolo Brera, qui en était l'éditeur-en-chef.

## Lieux et évènements d'intêret

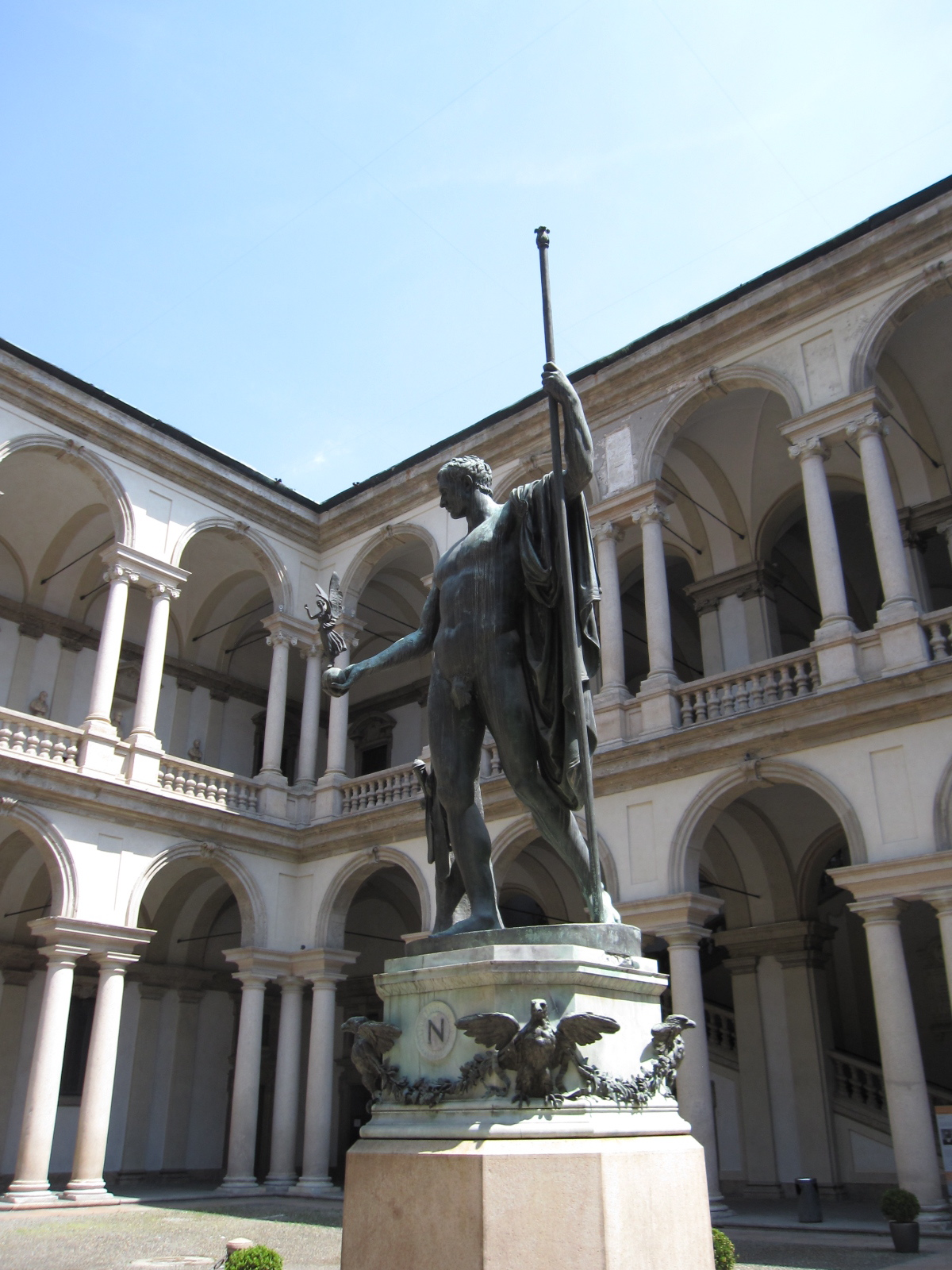
La statue de Napoléon Bonaparte de Canova au palais de l'Académie des beaux-arts de Brera.

Le Palazzo di Brera est à l'origine un couvent du XIVe siècle appartenant aux Umiliati. Situé à l'époque dans une zone considérée comme en bordure de la ville (d'où le nom braida, c'est-à-dire non-cultivé) il a plus tard appartenu aux jésuites, puis a été transformé au XVIIe siècle par l'architecte Francesco Maria Richini. Giuseppe Piermarini a également participé aux travaux en s'occupant, entre autres, du portail via Brera et de la cour. En 1773, il devient la propriété de l'État autrichien, qui y place ses instituts culturels, qui devinrent l'Académie des Beaux-Arts et la Bibliothèque nationale Braidense. En 1859, une statue en bronze de Napoléon est érigée dans la cour.
Un grand marché de quartier a lieu tous les troisièmes dimanches du mois via Fiori Chiari.
Le quartier a longtemps accueilli le Salon du Meuble de Milan.